# Ismael Mengs
Ismael Israel Mengs (1688 Kodaň – 26. prosince 1764 Drážďany) byl dánský portrétista a malíř smaltu židovského původu; působil především na drážďanském dvoře.

## Životopis
Jeho rodina pocházela z Lužice. Začal studovat malbu smaltem u Benoîta Le Coffreho, francouzského umělce, který pracoval pro dánský dvůr. Po dalším vzdělávání v Hamburku a Schwerinu studoval v roce 1709 olejomalbu u Paula Heineckena v Lübecku. Po cestách po Německu, Rakousku a Itálii se usadil v Drážďanech a pracoval jako miniaturista.
Krátce nato byl pokřtěn jako luterán. V roce 1714 se stal dvorním malířem polského krále a saského kurfiřta Augusta II.
V roce 1718 podnikl studijní cestu do Itálie. Tam na něj zapůsobila díla Raffaela a Correggia. Později při výuce svých dětí využíval poznatky, které získal při studiu jejich děl. Jeho nejznámější potomek, Anton Rafael, ho prý považoval za přísného a často tyranského učitele. Měl také dvě dcery, které se staly miniaturistkami. Několikrát byly součástí jejich výuky i studijní cesty do Itálie. 
Kromě malování využíval své znalosti chemie při vývoji barev pro míšeňskou porcelánku. Několik let vyučoval na tamní kreslířské škole. V roce 1764, nedlouho před svou smrtí, byl jmenován čestným profesorem na nově založené Akademii výtvarných umění.
Mengsovo dílo ovlivnilo styl italského malíře Andrey Appianiho. 

## Vybrané práce

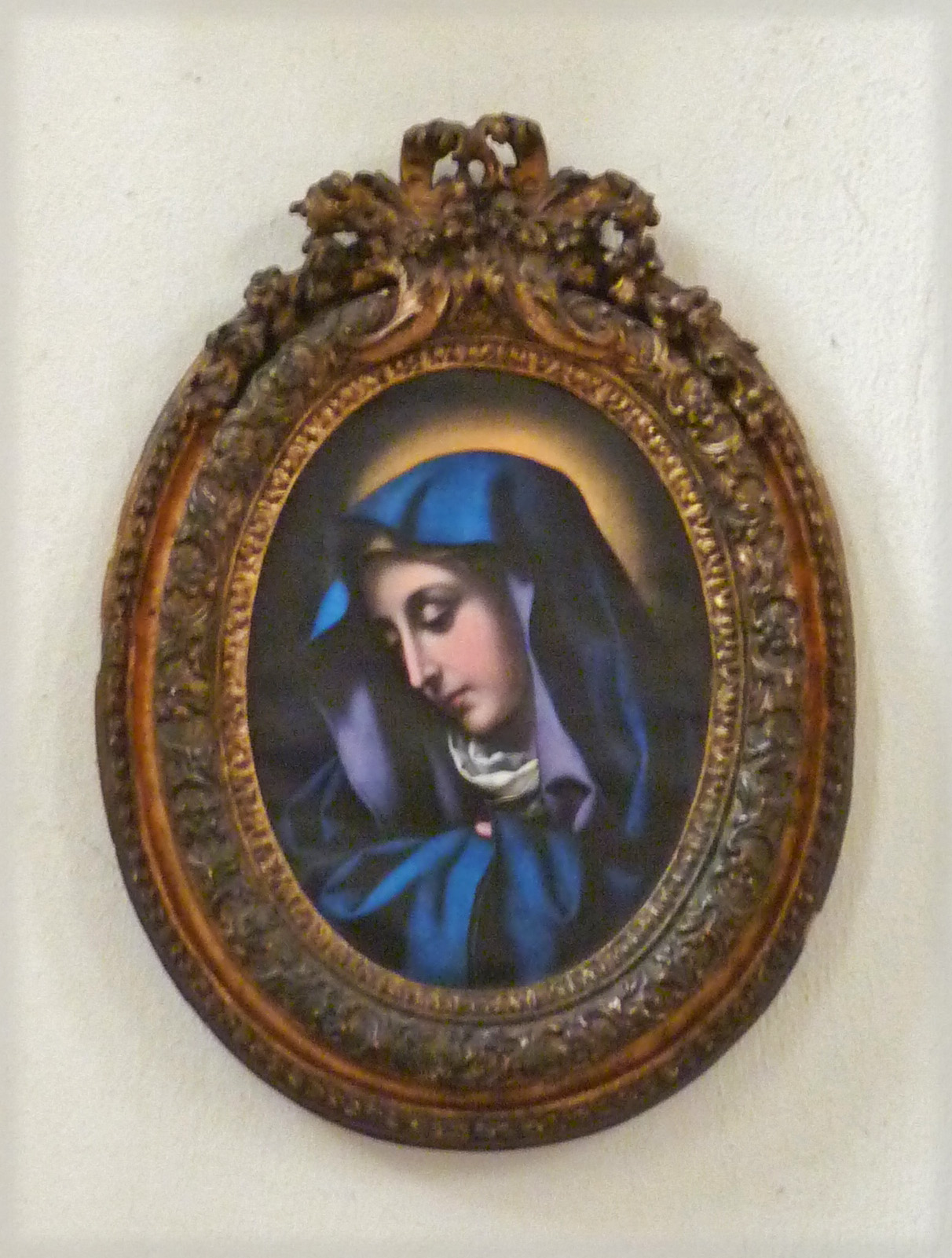
Ústecká Madona
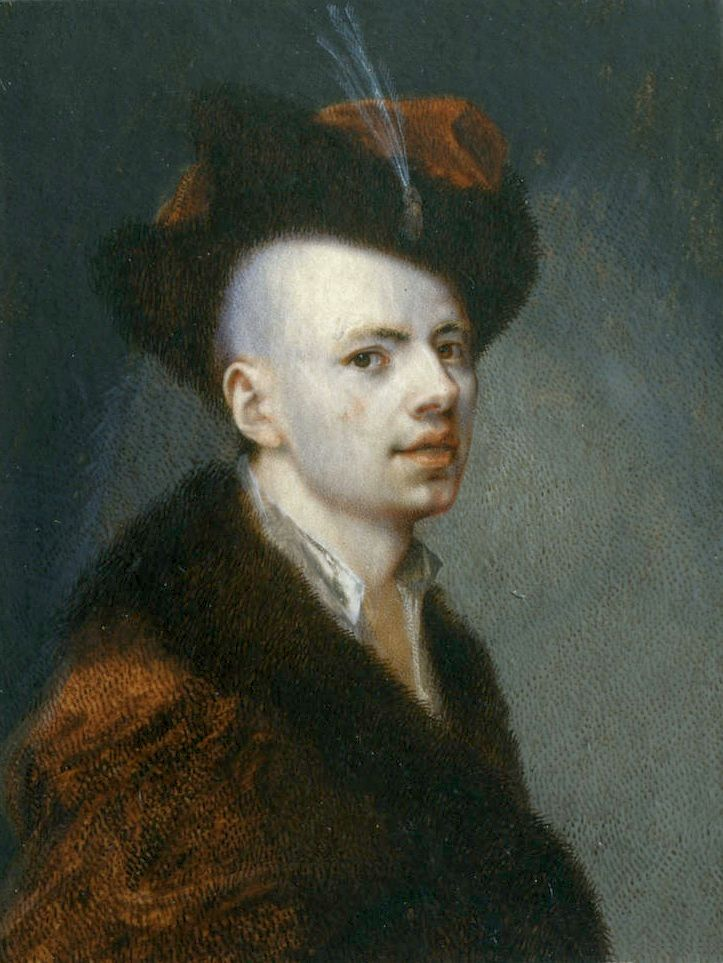
Autoportrét v polském kroji (začátek 17. století)
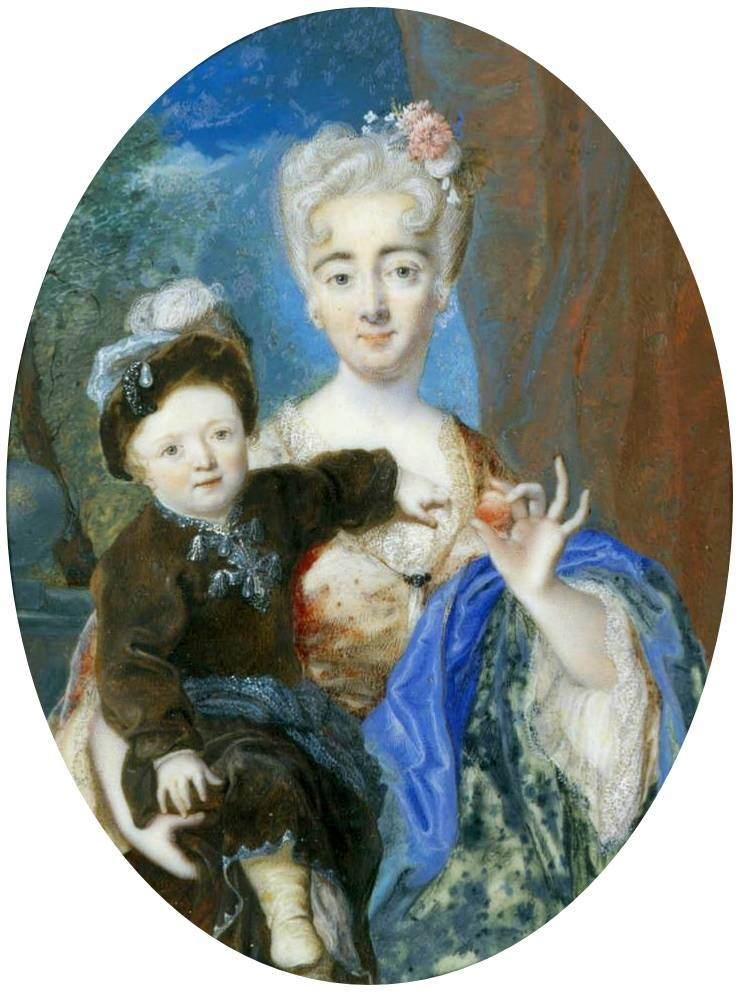
Žena a její syn v polském kroji
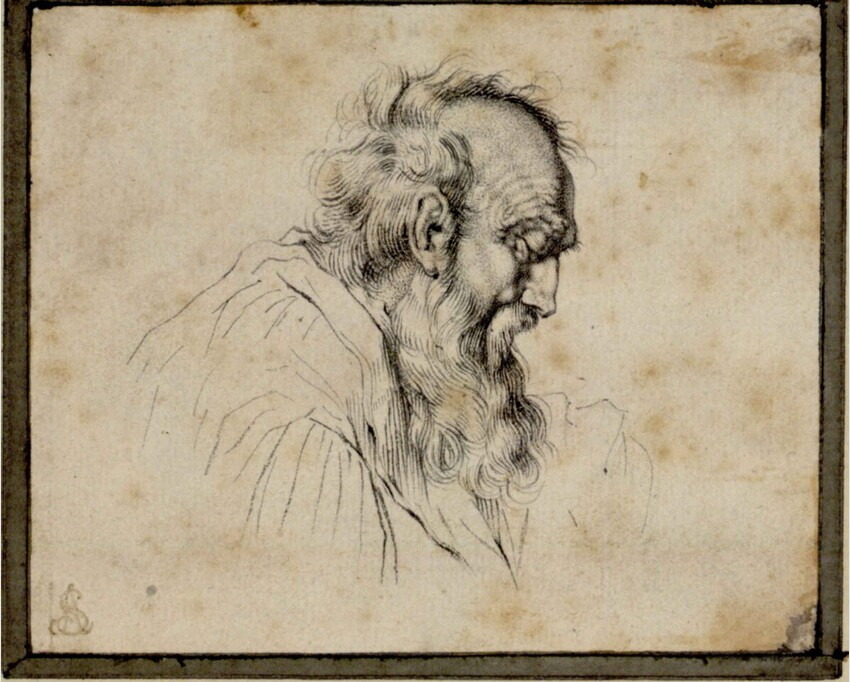
Hlava starého muže